# Shane McConkey
Shane McConkey (Vancouver, 30 dicembre 1969 – Sasso Pordoi, 26 marzo 2009) è stato uno sciatore estremo, base jumper e freerider canadese.
È famoso soprattutto per aver contribuito all'evoluzione del freeride, prendendo parte a un gran numero di filmati e sviluppando gli sci a spatola larga, detti fat, adatti allo sci in neve fresca, e per aver unito lo sci al base jumping (ski Base jumping).

## Biografia
È nato a Vancouver, nella Columbia Britannica, da genitori entrambi sciatori: suo padre Jim, canadese, è stato infatti uno dei primi sciatori estremi negli anni sessanta, mentre sua madre Glenn, statunitense, era una maestra di sci.
Jim McConkey e Glenn divorziano quando Shane ha tre anni e madre e figlio si trasferiscono da Vancouver a Squaw Valley in California. Qui Shane impara a sciare dalla madre e inizia a praticare il fuoripista. Durante le visite al padre in Canada i due sciano insieme a Whistler. Frequenta anche la  Burke Mountain Academy, una scuola dove si insegna lo sci, presso il Burke Mountain in Vermont.
Nel 1993, a 24 anni, partecipa alla sua prima competizione al Pro Mogul Tour, una gara di freestyle su gobbe in parallelo, con due zone di salto. Nel 1994 vince il campionato di freeskiing sudamericano ed è secondo al World Extreme Skiing Championship (WESC). Sempre nel 1994 si trasferisce da Vail a Squaw Valley. Nel 1995 vince il campionato nazionale di freeskiing.
Nel 1996 fonda la International Free Skiers Association (IFSA), con l'intenzione di creare una associazione a capo del freeskiing guidata dagli atleti stessi. In quegli anni il freeskiing era un insieme di discipline tra cui il big mountain, lo slopestyle, l'halfpipe, il big air e lo ski cross.
Ha preso parte a numerosi video e film del genere, la maggior parte dei quali con il produttore cinematografico Matchstick Productions, con sede in Colorado.

### Sci Spatula e Pontoon
È stato il primo ad applicare la tecnologia rocker degli sci da sci nautico a quelli da neve. Si tratta di sci con camber (in italiano curvatura) inverso, la parte centrale dello sci a contatto del terreno e la punta e la coda elevate. Questa forma permette un migliore galleggiamento e cambio di direzione nella neve polverosa. A questa caratteristica ha aggiunto la sciancratura inversa, ossia più largo al centro. I primi sci così ideati sono stati gli Spatula, prodotti della Volant dal 2001, e successivamente i Pontoon della K2 dal 2006, con il passaggio di McConkey a quest'ultima azienda.
Dopo la morte di McConkey la K2 ha prodotto uno sci commemorativo, gli Shane McConkey Tribute Skis, con serigrafie dedicate.

### Base jumping
Ha inoltre praticato il base jumping, divenendo in questo campo uno fra i primi a utilizzare anche gli sci (in inglese ski Base jumping o ski BASEing). Di questo tipo di salti è particolarmente noto quello effettuato dall'Eiger nel 2004, partendo con un doppio frontflip. Per questa impresa è stato nominato ai Laureus World Sports Awards 2005 nella categoria Sportivo alternativo dell'anno.
Ha poi aggiunto, oltre agli sci, anche la tuta alare, attraverso un sistema di sgancio degli attacchi in volo.

### La scomparsa in Italia
Ha perso la vita il 26 marzo 2009, a 39 anni, durante l'esecuzione di un salto con sci e tuta alare dal Sasso Pordoi in Trentino. Dopo l'esecuzione di un doppio backflip, il meccanismo di sgancio degli sci non ha funzionato, McConkey per tentare di compiere ugualmente il volo li ha sganciati manualmente, ritrovandosi però poi dopo dodici secondi a una quota troppo bassa, rendendo inutile il tentativo di aprire il paracadute.
Dal 2010 fa parte della U.S. Ski and Snowboard Hall of Fame.

## Manifestazioni professionistiche
Nel seguente elenco sono riportate le principali manifestazioni professionistiche a cui ha partecipato McConkey:
- 1994:
  - World Extreme Skiing Championship - 2° - Si è disputata ad aprile a Valdez in Alaska e si trattava della quarta edizione della competizione.[14]
  - Pro Mogul Tour Overall - 8° - Il Pro Mogul Tour è una competizione di freestyle su gobbe presente dalla fine degli anni settanta.[15]
- 1995:
  - Pro Mogul Tour Overall - 16°
- 1996:
  - World Extreme Skiing Championship - 6°
- 1998:
  - IFSA Freeskiing World Tour - 1°[16]
- 1999:
  - X Games Skier X - 2° - Si sono disputati a gennaio a Crested Butte, Colorado e si trattava della terza edizione degli Winter X Games. La competizione di Skier X fu vinta da Enak Gavaggio. Lo ski cross era presente dal 1998.[17][18]
- 2000:
  - X Games Skier X - 5° - Si sono svolti a febbraio a Mount Snow in Vermont. La competizione di Skier X fu vinta da Shaun Palmer.[17]

## Filmografia
Nel seguente elenco i video e film a cui ha partecipato:
- Nick Nixon's Ski Theater (1992)
- Nick Nixon's Alpine Rapture (1993)
- TGR's The Realm (1994)
- Walls of Freedom (1996), 87' di Scott Gaffney[20]
- Pura Vida (1997)
- Sick Sense (1998)
- Global Storming (1999)
- 1999
- There's Something About McConkey (2000)[21]
- Ski Movie (2000) 60'[22]
- Ski Movie 2: High Society (2001) 89'[23]
- Ski Movie III: The Front Line (2002) 96' di Scott Gaffney, Murray Wais, Steve Winter[24]
- Immersion (2002)
- Focused (2004)
- Warren Miller's Higher Ground (2005)
- The Hit List (2005)
- Yearbook (2005) di Steve Winter[25]
- Push (2006)
- Steep (2007) di Mark Obenhaus[26]
- Seven Sunny Days (2007) - Contiene un tributo di McConkey a James Bond, in particolare alla sequenza di inseguimento sulla neve nel film La spia che mi amava.[27]
- Claim (2008)
- In Deep: The Skiing Experience (2009)
- G.N.A.R. (2010)
- McConkey (2013)[28]

## Riconoscimenti
- U.S. Ski and Snowboard Hall of Fame dal 2010[3][29]